# Barbie (singel Viki Gabor)
Barbie – piąty singel polskiej piosenkarki Viki Gabor z jej drugiego albumu studyjnego, zatytułowanego ID. Singel został wydany 23 września 2022.
Kompozycja znalazła się na 16. miejscu listy AirPlay – Top, najczęściej odtwarzanych utworów w polskich rozgłośniach radiowych.

## Powstanie utworu i historia wydania
Utwór napisali i skomponowali Jeremi Sikoski, Mikołaj Trybulec i Wiktoria Gabor. Za produkcję odpowiadali Jeremi Sikorski, Andrzej Jaworski, Mikołaj Trybulec, Marek Walaszek i Albert Markiewicz.
Singel ukazał się w formacie digital download 23 września 2022 w Polsce za pośrednictwem wytwórni płytowej Sony Music Entertainment Poland. Piosenka została umieszczona na drugim albumie studyjnym Gabor – ID.
25 września 2022 utwór został zaprezentowany telewidzom stacji TVP2 w programie Szansa na sukces. Eurowizja Junior 2022. 8 października 2022 wykonała piosenkę w Dzień dobry TVN.

## „Barbie” w stacjach radiowych
Nagranie było notowane na 16. miejscu w zestawieniu AirPlay – Top, najczęściej odtwarzanych utworów w polskich rozgłośniach radiowych.

## Teledysk
Do utworu powstał teledysk w reżyserii Pawła Grabowskiego, który udostępniono w dniu premiery singla za pośrednictwem serwisu YouTube.

## Lista utworów
- Digital download[3]

1. „Barbie” – 2:12

## Notowania

### Pozycje na listach airplay
| Kraj   | Lista (2022)      | Najwyższa pozycja |
| ------ | ----------------- | ----------------- |
| Polska | AirPlay – Top     | 16                |
| Polska | AirPlay – Nowości | 1                 |

## Wyróżnienia
| Rok  | Konkurs                  | Kategoria    | Rezultat    |
| ---- | ------------------------ | ------------ | ----------- |
| 2022 | Przebój roku RMF FM 2022 | Przebój roku | 72. miejsce |